# شیخ سندیان تحتانی
شیخ سندیان تحتانی (به عربی: شیخ سندیان تحتانی) یک روستا در سوریه است که در ناحیه بداما واقع شده‌است. شیخ سندیان تحتانی ۶۸۷ نفر جمعیت دارد.